# Helen Fisher

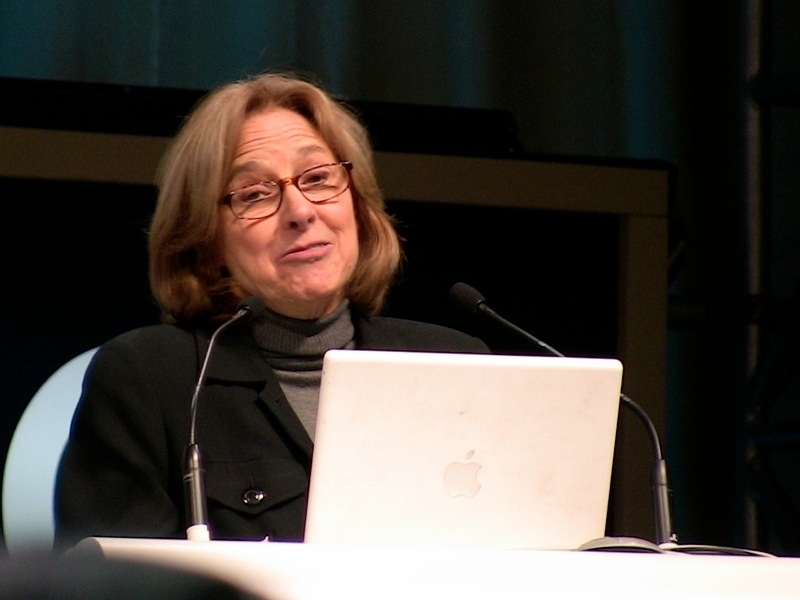
Helen Fisher (2008)

Helen Fisher (* 31. Mai 1945 in New York City; † 17. August 2024 ebenda) war eine US-amerikanische Anthropologin bzw. Ethnologin.

## Leben und Wirken
Seit sie 1975 an der University of Colorado ihren Ph.D. in „Physical Anthropology“ erhielt, zeichnete  sich Helen Fisher durch eine umfassende wissenschaftliche Publikationstätigkeit aus. 1985 erhielt sie The Distinguished Service Award der American Anthropological Association für ihr Verdienst, einer breiten Öffentlichkeit anthropologische Themen nahegebracht zu haben. The New York Times Book Review zeichnete ihr Buch Anatomy of Love 1992 als „Notable Book of 1992“ aus. Sieben Jahre später erhielt sie diese Auszeichnung noch einmal für The First Sex.
Helen Fisher arbeitete als Forschungsprofessorin an der Rutgers University in New Brunswick, New Jersey, und war Mitglied des Center for Human Evolutionary Studies. Sie galt als eine der weltweit prominentesten Vertreterinnen ihrer Fachdisziplin. Der SPIEGEL bezeichnete sie in seiner Ausgabe vom 28. Februar 2005 als „eine der weltweit bekanntesten Liebesexpertinnen“.
Fisher starb am 17. August 2024 an den Folgen einer Krebserkrankung.

## Schriften (Auswahl)
- Why him? Why her? Find real love by understanding your personality type. Holt, New York 2009, ISBN 978-0-8050-8292-0.
  - deutsch: Warum es funkt und wenn ja bei wem. Wie die Persönlichkeit unsere Partnerwahl beeinflusst. Knaur Taschenbuchverlag, München 2011, ISBN 978-3-426-78326-9[3]
- The nature and chemistry of romantic love. Holt, New York 2004, ISBN 0-8050-6913-5.
  - deutsch: Warum wir lieben … und wie wir besser lieben können. Knaur Taschenbuchverlag, München 2007, ISBN 978-3-426-77901-9[4]
- The first sex. The natural talents and how they are changing the world. Random House, New York 1999, ISBN 0-679-44909-4.
  - deutsch: Das starke Geschlecht. Wie das weibliche Denken die Zukunft verändern wird. Heyne Verlag, München 2002, ISBN 3-453-17287-6.
- Anatomy of love. A natural history of mating, marriage and why we stray. Norton, New York 2014, ISBN 978-0-393-34974-0[5]
  - deutsch: Anatomie der Liebe. Warum sich Paare finden, sich binden und auseinandergehen. Droemer Knaur Verlag, München 1993, ISBN 3-426-77141-1.
- The sex contract. The evolution of human behaviour. Granada Books, London 1982, ISBN 0-586-08415-0.
  - deutsch: Der Urvertrag. Sexuelle Grundlagen der menschlichen Entwicklung. Lübbe Verlag, Bergisch Gladbach 1983, ISBN 3-404-60088-6.